# 미터 매 초
미터 퍼 세크, 초속 미터, 미터 매 초(meter per second)는 거리를 시간으로 나눈 값으로 정의되는 속력(스칼라)과 속도(벡터)에 대한 SI 유도 단위이다. 기호는 m·s-1 또는 m/s다.

## 변환
초속 1미터는 다음과 같다.
- {\displaystyle 39.37007874{\text{ in/s}}} (초속 39인치)
- {\displaystyle 3.280839895{\text{ ft/s}}} (초속 3.3피트)
- {\displaystyle 1.0936132983{\text{ yd/s}}} (초속 1.1야드)
- {\displaystyle {\text{Mach }}0.0029154519} (마하 0.003)
- {\displaystyle 60{\text{ m/min}}} (분속 60미터)
- {\displaystyle 3.6{\text{ km/h}}} (시속 3.6킬로미터)
- {\displaystyle 2.237415432{\text{ mi/h}}} (시속 2.2마일)
- {\displaystyle 1.9438434924{\text{ kn}}} (1.9노트)

### 계산법
- m -> in, ft, yd, km, mi일 경우: 0.0254, 0.3048, 0.9144, 1000, 1609를 나눈다.
- m -> A[1]일 경우: {\displaystyle A \over {\text{m}}}만큼 나눈다.
- s -> min, h일 경우: 60, 3600을 곱한다.
- s -> B[2]일 경우: {\displaystyle B \over {\text{s}}}만큼 곱한다.
- m/s -> Mach일 경우: 343을 나눈다.
- m/s -> knot일 경우: 1.9438434924(900/463)을 곱한다.

## 유니코드 문자
미터 매 초 기호는 유니코드에서 U+33A7 ㎧ square m over s ❰ ㎧ ❱에 대응한다.

## 같이 보기
- 킬로미터 매 시(시속 킬로미터)
- 마하